# Патерно (Потенца)
Патерно (итал. Paterno) је насеље у Италији у округу Потенца, региону Базиликата.
Према процени из 2011. у насељу је живело 2778 становника. Насеље се налази на надморској висини од 630 м.

## Становништво
Према резултатима пописа становништва 2011. у општини је живело 3.423 становника.
| 1931. | 1936. | 1951. | 1961. | 1971. | 1981. | 1991. | 2001. | 2011. |
| ----- | ----- | ----- | ----- | ----- | ----- | ----- | ----- | ----- |
| 2.650 | 2.864 | 3.290 | 3.385 | 3.556 | 4.015 | 4.170 | 3.994 | 3.423 |